# Mitsudomoe Islands
Die Mitsudomoe Islands (japanisch 三つどもえ島 Mitsudomoe-jima, deutsch ‚Drei-Finger-Inseln‘, norwegisch Tresteinane ‚Drei-Steine-Inseln‘) sind drei kleine Inseln vor der Prinz-Harald-Küste des ostantarktischen Königin-Maud-Lands. Im südöstlichen Ausläufer der Lützow-Holm-Bucht liegen sie nah beieinander und 1,5 km westlich des Hügels Strandnebba.
Luftaufnahmen und Vermessungen einer von 1957 bis 1961 durchgeführten japanischen Antarktisexpedition dienten ihrer Kartierung. Das Advisory Committee on Antarctic Names übertrug die japanische Benennung 1968 in einer Teilübersetzung ins Englische.